# Erythroxylum guanchezii
Erythroxylum guanchezii är en tvåhjärtbladig växtart som beskrevs av T. Plowman. Erythroxylum guanchezii ingår i släktet Erythroxylum och familjen Erythroxylaceae. Inga underarter finns listade i Catalogue of Life.